# Louis Hussakof
Louis Hussakof (ur. 19 listopada 1881 w Kijowie, zm. w maju 1965 w Nowym Jorku) – amerykański biolog rosyjskiego pochodzenia. Zajmował się przede wszystkim paleontologią i ichtiologią.

## Prace
- Studies on the Arthrodira. 1906
- A New Goblin Shark, Scapanorhynchus Jordani, from Japan. 1909
- The Cretaceous Chimaeroids of North America. 1912
- The Spoonbill Fishery of the Lower Mississippi. 1911